# Reinhold Feichter
Reinhold Feichter (* 11. Juni 1952 in Feldkirchen) ist ein ehemaliger österreichischer Skilangläufer.
Feichter belegte bei den Nordischen Skiweltmeisterschaften 1974 in Falun den 39. Platz über 50 km. Bei seiner einzigen Teilnahme an Olympischen Winterspielen im Februar 1976 in Innsbruck lief er auf den 39. Platz über 30 km, auf den 35. Rang über 50 km und zusammen mit Rudolf Horn, Werner Vogel und Herbert Wachter auf den achten Platz in der Staffel.
Bei österreichischen Meisterschaften siegte er im Jahr 1973 mit der Kärntner Skiverbandsstaffel und im Jahr 1979 über 30 km.